# Satje
Satje (en georgiano: სათხე; en armenio: Սաթխա, romanizado: Satja) es un pueblo de Georgia ubicado en el sur de la región de Mesjetia-Yavajetia, siendo parte del municipio de Ninotsminda. 

## Geografía
El pueblo está ubicado en la confluencia de los ríos Paravani y Bugdasheni, a 6 km de Ninotsminda.

## Historia
En el pueblo se han conservado antiguos monumentos históricos: los restos de la fortaleza ciclópea, que los investigadores datan del III milenio a. C.
Los armenios se mudaron a Satje desde los pueblos de Tsaghki, Jinis y Sugyutlu en Ortabahçe (Karini en armenio), cerca de Aşkale, en los años 1829-1830. Según datos de archivo, la primera escuela parroquial de la iglesia se abrió en el pueblo en 1860. En 1880, se abrió una escuela estatal rusa. 
En la primavera de 1990, el techo de la iglesia armenia se derrumbó en el lado norte, como resultado de lo cual el muro sur de la iglesia georgiana quedó parcialmente expuesto,

## Demografía
La evolución demográfica de Satje entre 2002 y 2014 fue la siguiente:
| 2222                                            | 1516 |
| (Fuente: Population of Georgia in Soviet times) |      |

Según los datos del censo de 2014, los armenios suponen el 99,6%.

## Infraestructura

### Transporte
La línea ferroviaria Tiflis-Ajalkalaki atraviesa el pueblo de Satje.